# Malaxa microstyla
Malaxa microstyla är en insektsart som beskrevs av Frederick Arthur Godfrey Muir 1930. Malaxa microstyla ingår i släktet Malaxa och familjen sporrstritar. Inga underarter finns listade i Catalogue of Life.